# Явора (Лодзинське воєводство)
Явора (пол. Jawora) — село в Польщі, у гміні Ленки-Шляхецькі Пйотрковського повіту Лодзинського воєводства.